# Telde
Telde – gmina w Hiszpanii (Wyspy Kanaryjskie), na wyspie Gran Canaria. Przedmieścia Las Palmas.
Według danych INE w 2022 roku liczyło 102 472 mieszkańców.

## Historia

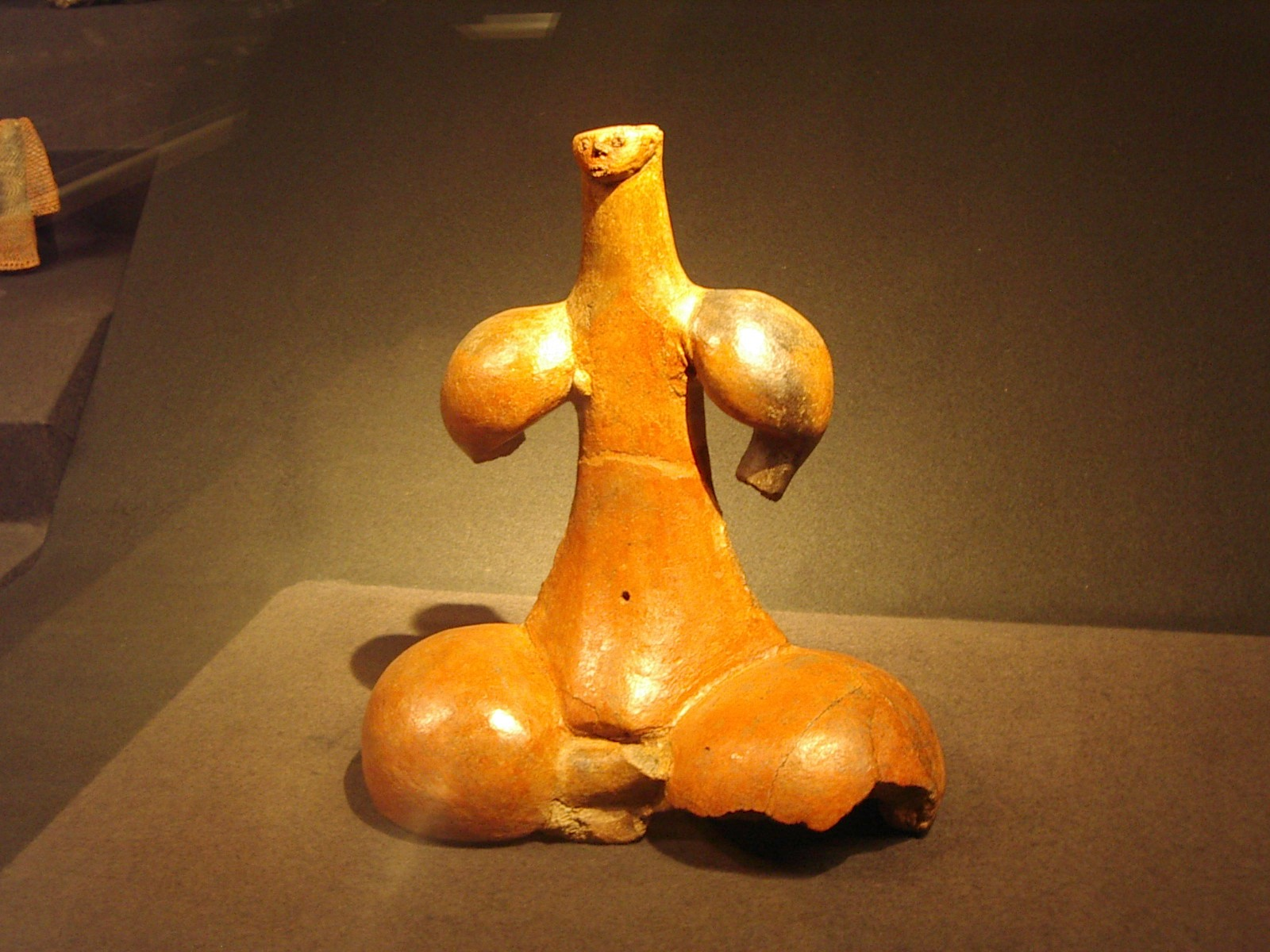
Tzw. Venus z Tary (Idol), rzeźba Guanczów odnaleziona podczas wykopalisk w Telde

Przed inwazją hiszpańskich kolonialistów Telde było stolicą wschodniej części wyspy. Prawdopodobnie mieszkało tutaj ok. 14000 Guanczów. Prawdopodobnie było to także centrum kultu religijnego o czym świadczy znalezienie figurki tzw. „idola z Tary” (obecnie w Muzeum Kanaryjskim w Las Palmas de Gran Canaria). Obecne miasto powstało na podstawie bulli papieskiej Klemensa VI z 1351, które czyniło z Telde pierwsze biskupstwo na Wyspach Kanaryjskich. Opór rodowitych mieszkańców był bardzo silny, ponadto misjonarze próbowali poza przymusową ewangelizacją uczynić z nich siłę niewolniczą. Kolejną próbę podjęli Jean de Bethencourt i Gadifer de la Salle, była to próba pokojowa, ale również nie przyniosła żadnych efektów. Następny podbój wyspy próbował dokonać Diego de Silva, który wylądował w okolicy Galdaru, wybudował wieżę warowną i chciał zbrojnie pokonać aborygenów. Nie udało mu się to, pamiątką po jego obecności na wyspie jest nazwa wąwozu – Barranco de Silva. Guanczowie pod dowództwem Doramasa bronili się do 1482, kiedy to Hiszpanie przybyli zwiększonymi siłami i podbili tereny obecnego Telde budując kolejną wieżę obronną w miejscu obecnego bazyliki św. Jana Baptisty. Kolejne lokowanie miasta miało miejsce w połowie 1483 z rozkazu kapitana Królewskiej Bractwa Rycerzy Andaluzji Cristóbala Garcíi del Castillo. Rozpoczęto budowę domów i sadzono trzcinę cukrową. Konkwista w mieście zakończyła się ok. 1490, Telde zostało administracyjną i sądową stolicą wyspy oraz centrum religijnym dla jej wschodniej części. Początkowo istniały trzy oddzielne dzielnice, San Juan i San Francisco oraz dzielnica biedy San Gregorio. Połączyły się dopiero w XIX wieku, ale do dziś widać pomiędzy nimi wyraźną różnicę, mimo że przez wieku San Gregorio stało się dzielnicą handlową. Historycy uważają, że w San Gregorio mieszkali potomkowie Maurów i wyzwoleni niewolnicy, dzielnica ta ma wąskie i kręte uliczki, liczne zaułki. San Juan to dzielnica okazałych rezydencji i szerokich ulic, a San Francisco czyste, ale zabudowane bez przepychu. Okolice Telde mają żyzne gleby toteż Hiszpanie poza trzciną cukrową rozpoczęli uprawę winorośli, bananów i pomidorów oraz pszenicę i jęczmień. Część zwierząt hodowlanych pozostała po aborygenach, ale przywieziono również bydło z kontynentu. W XVIII wieku wprowadzono ziemniaki i proso. W odróżnieniu od Las Palmas de Gran Canaria Telde nigdy nie padło ofiarą ataku piratów i miało dostęp do słodkiej wody. Od końca XVIII w mieście wybuchały bunty związane z podwyżkami podatków, brakiem ulg podczas klęsk urodzaju i na tle politycznym. Ostatnie miały miejsce podczas rządów Franco i zostały krwawo stłumione.
Obecnie Telde to drugie pod względem ludności miasto Gran Canarii, ma znaczenie jako centrum handlu i edukacji.

## Obiekty historyczne i atrakcje turystyczne

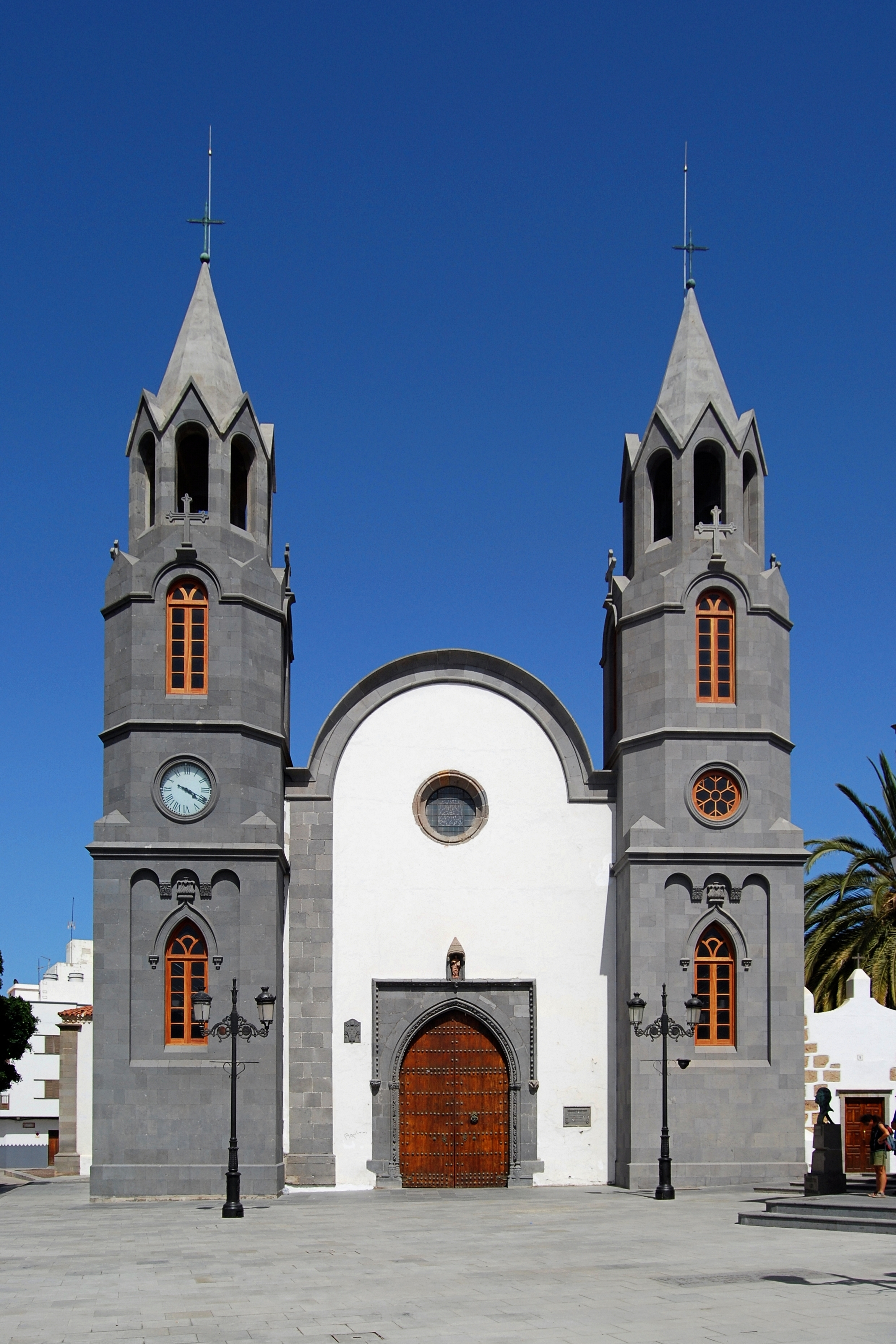
Iglesia de San Juan Bautista de Telde

- Iglesia de San Juan Bautista de Telde – bazylika z początku XVI wieku ufundowana przez rodzinę Garcia del Castilio, wzorowana na bazylice w Sewilli z portykiem z 1525 w stylu gotyku portugalskiego. W XX wieku dobudowano dwie wieże w stylu neogotyckim. Wewnątrz znajduje się figura Chrystusa wykonana z ciasta kukurydzianego i przywieziona przez meksykańskich Indian Tarasco przed 1550. Ołtarz główny sprzed 1516 w stylu gotyku flamandzkiego oraz wykonany we Flandrii tryptyk Maryi Dziewicy zawierający pięć scen religijnych z początku XVI wieku;
- Nekropolia w Jinamar z ponad 500 nagrobkami dawnych mieszkańców miasta;
- Dzielnica San Juan z zabudową w stylu mudejar (mauretański gotyk);
- Dzielnica San Francisco z XVIII-wiecznym kościołem o tej samej nazwie z XIX wieku, który stoi na miejscu dawnego kościoła Santa Maria la Antigua;
- Muzeum Fernanda i Juana León y Castillo – muzeum-dom rodzinny wybitnego polityka (Fernanda) i inżyniera, twórcy latarni morskiej i portu w Las Palmas de Gran Canaria (Juan), poza przedmiotami związanymi z rodziną León y Castillo zawiera kolekcję medali i malarstwa XIX wiecznego;
- Cuatro Puertas (Cztery Drzwi) – skalna komora, która z czasach Guanczów pełniła funkcję sakralną, prawdopodobnie rytuały religijne i obrzędy ku czci bogów płodności;
- Ogród botaniczny;
- Mini ogród zoologiczny;
- Multikino.

## Osoby związane z Telde

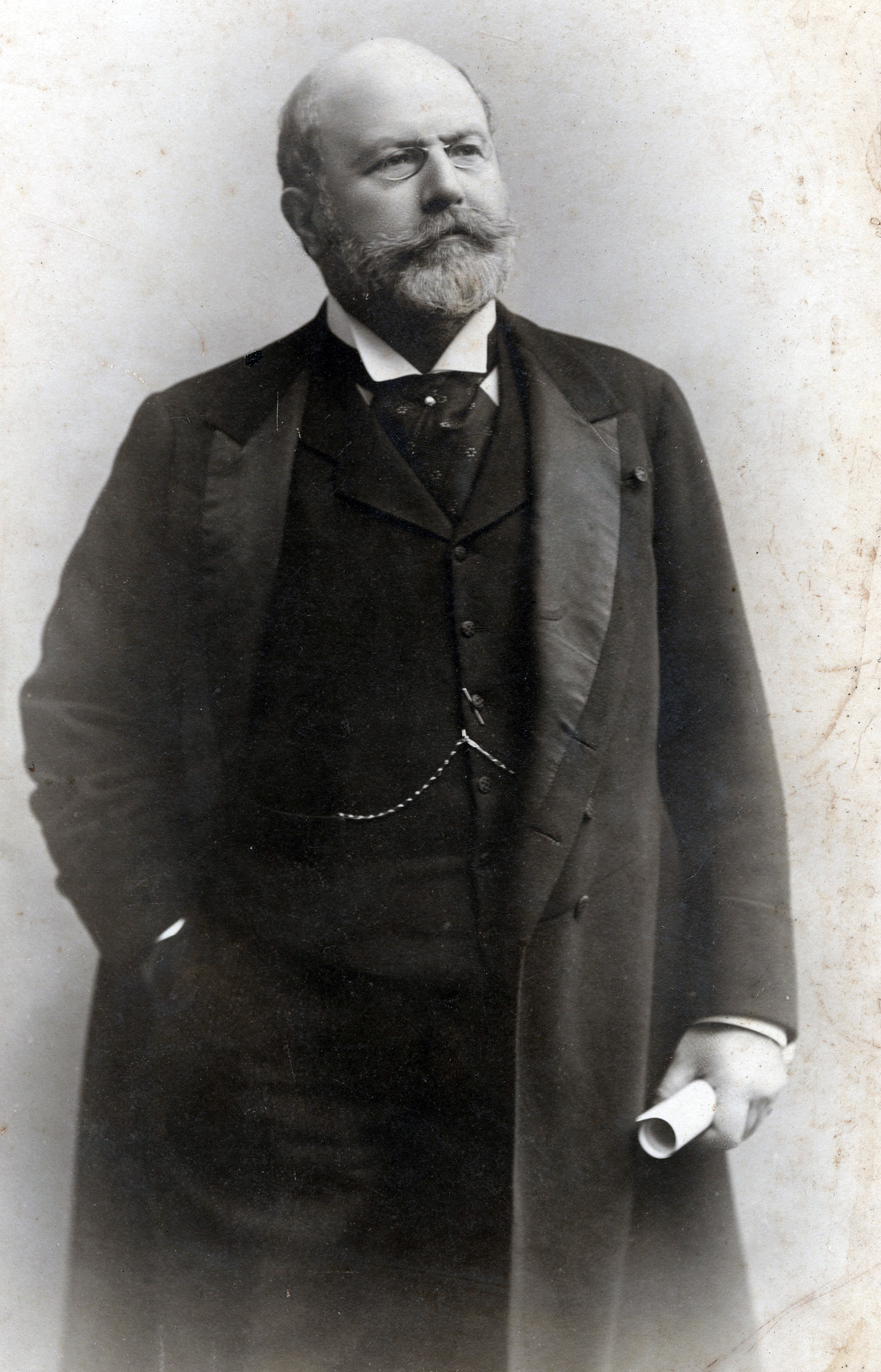
Fernando León y Castillo, wybitny polityk kanaryjski i hiszpański urodzony w Telde

- Cristóbal García del Castillo
- Doramas
- Ines Chemida
- Fernando León y Castillo
- Gregorio Chil y Naranjo
- José Vélez
- Juan León y Castillo
- Juan Negrín (padre)
- Saulo Torón
- Tomás Marín de Cubas

## Sport
W mieście rozgrywane są kobiece turnieje tenisowe rangi ITF, pod nazwą ITF Gran Canaria Yellow Bowl, z pulą nagród 10 000 $.
Swoją siedzibę ma także klub piłki nożnej, Unión Deportiva Telde.

## Współpraca
- San Cristóbal de La Laguna, Hiszpania